# Звуковий удар

Спостерігач чує звук удару, коли хвиля доходить до нього.

Звуковий бар'єр

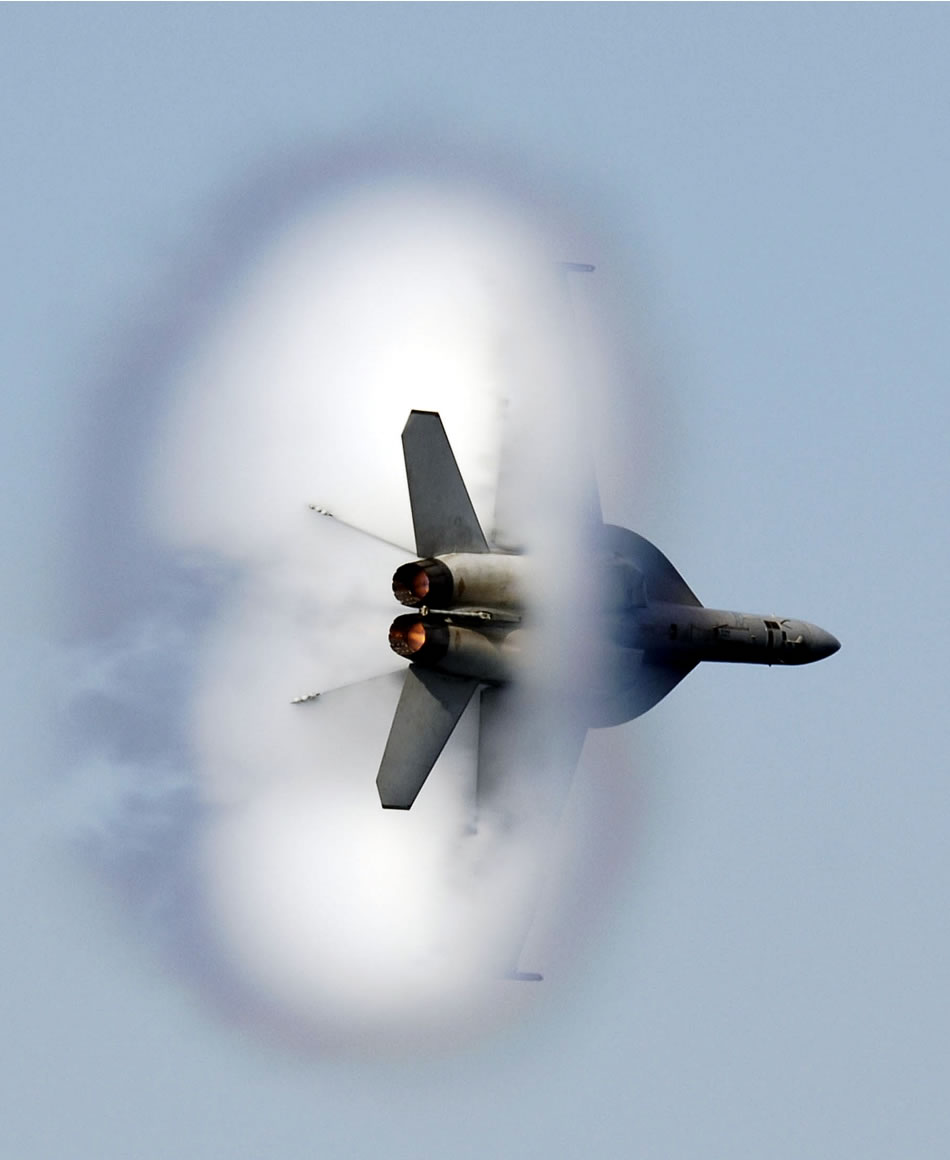
Швидка конденсація водяної пари внаслідок звукового удару при переході на надзвукову швидкість створює конус з пари (також відомий як Ефект Прандтля — Глоерта), який видно неозброєним оком.

Звуковий удар, акустичний удар — це звук, асоційований з ударними хвилями, створеними надзвуковим польотом літака. Акустичний удар створює величезну кількість звукової енергії, схожої на вибух. Звук удару хлиста — наочний приклад акустичного удару.